# إدارة الفتوى والتشريع
إدارة أنشئت في دولة الكويت قبل استقلالها، حيث تم تأسيسها في 1960 بينما استقلت الكويت في 1961 ووضع دستورها في 1962، ولذلك استمرت في حمل مسمى «إدارة» رغم كونها «هيئة مستقلة» بحكم الطبيعة والحقيقة، تخضع لإشراف وزير الدولة لشؤون مجلس الوزراء في دولة الكويت، ولها رئيس يعتبر المستشار القانوني لحكومة الكويت بحسب قانون إنشائها، يعاونه مستشارون ومحامو دولة وموظفون.
تختص الإدارة بعدة مهام توازي أعمال مجلس الدولة في الأنظمة القانونية المماثلة، وبالذات أقسام الإفتاء والتشريع في مصر وفرنسا اللتين تُعدان المصدر الرئيس للتشريعات والأوضاع القانونية في أغلب الدول العربية المعاصرة، كما تقوم بمهمة تمثيل الدولة أمام المحاكم الداخلية والخارجية وهيئات التحكيم المحلية والدولية.
أول رئيس للإدارة هو المستشار والفقيه القانوني الدكتور عبد الرزاق السنهوري، بناءً على طلب من أمير الكويت الراحل الشيخ عبد الله السالم حيث كان حينها على خلاف مع جمال عبد الناصر ومنحاز إلى محمد نجيب في مساعيه لإعادة الجيش المصري لثكناته وإقامة حكومة مدنية ديمقراطية. ويرأس الإدارة حاليًا المستشار صلاح المسعد.
تعد أطروحة عضو الإدارة أسامة الشاهين لدرجة الماجستير بعنوان «إدارة الفتوى والتشريع طبيعتها واختصاصاتها» هي المرجع المستقل الوحيد لبيان طبيعة الإدارة واختصاصاتها المختلفة بجانب تأريخ مختلف رؤسائها منذ تأسيسها حتى اليوم. يقع مقرها الحالي في مدينة الكويت، منطقة شرق، شارع أحمد الجابر الصباح.